# Crucifixion (Titien)
Pour les articles homonymes, voir Crucifixion (homonymie).
La Crucifixion est une peinture grandeur nature de l'artiste vénitien Titien, achevée en 1558, actuellement conservée dans le sanctuaire de l'église Saint-Dominique à Ancône. Jésus-Christ y est dépeint crucifié, la Vierge et saint Jean sont debout de chaque côté de la croix dans le thème du Stabat Mater. Saint Dominique est à genoux. La toile est achevée au cours de la cinquième décennie de l'œuvre du Titien et marque un tournant vers l'exploration approfondie de la tragédie et de la souffrance humaine de l'artiste.

## Composition
La tête des personnages debout forment un triangle renversé au pied de la croix. Tous apparaissent au premier plan, et sont sur un seul et même plan, offrant un sentiment d'instantanéité à l'œuvre. La composition est dominée par une conception coloristique de la peinture dans laquelle les teintes bleues, brunes et rouges prédominent l'image et sont percées de flashs de lumière presque blancs. Les régions de teintes sombres, telles que la zone de bruns et de quasi-noirs que composent la terre du Golgotha sur laquelle se tiennent les saints intensifient la tristesse et la dureté de la crucifixion. Par contre, les reflets couleur clair de lune attirent l'attention sur des éléments dramatiques et émotionnels importants de la scène. Dans les dernières années de sa vie, dans des œuvres telles que l'Ecce homo (National Gallery of Ireland, Dublin) et le Sainte Marguerite et le Dragon (Museo du Prado, Madrid), le Titien utilise cette méthode de contraste entre lumière et couleurs comme un outil clé, essentiel, pour susciter chez le spectateur une émotion profonde, peu importe son type. Cette technique est l'une des plus anciennes et des plus directes dans l'œuvre du Titien,.
Un autre aspect notable de la Crucifixion, ainsi que d'autres œuvres tardives du Titien, est la présence de taches de couleur appliquées à l'ensemble du tableau. Lorsque la toile est vue à distance, ces taches de couleurs vives animent la surface de l'image.

## Histoire
La Crucifixion est la première des deux commandes de Pietro Cornovi della Vecchia, Vénitien qui résidait alors à Ancône (le deuxième des deux tableaux commandés par la famille, l'Annonciation, dans l'église de San Salvador, Venise, est commandée en 1559 et est achevée vers 1566). La Crucifixion, signée TITIANVS F. 1558 au pied de la croix, est installée en retable du maître-autel du sanctuaire de l'église de San Domenico à Ancône le 12 juillet 1558. Il est placé dans le chœur en 1715, et entre au musée entre 1884–1925 ; il est nettoyé, restauré et remonté dans le sanctuaire de San Domenico en 1925. Il est à nouveau restauré et nettoyé en 1940,.